# Caspar Bowden
Pour les articles homonymes, voir Bowden.
Caspar Pemberton Scott Bowden (19 août 1961 – 9 juillet 2015) est un militant britannique de la vie privée et des Droits de l'Homme, ancien conseiller en chef pour la protection des données de Microsoft. Décrit comme un « défenseur indépendant du droit à la confidentialité de l'information et de la compréhension publique de la recherche informatique en protection des données », et a siégé au conseil d'administration du Projet Tor. Après avoir entrevu et décrit les contours de programmes américains de surveillance de masse comme PRISM depuis des sources publiques, il s'attire un regain d'intérêt après que les révélations de Snowden confirment ses mises en garde.

## Biographie
Né à Londres, Bowden étudie les mathématiques au Magdalene College de l'université de Cambridge. Il interrompt ses études pour travailler comme inventeur indépendant, avant de rejoindre Goldman Sachs,.
Bowden siège au Comité exécutif de Scientists for Labour et contribue à former les positions du Parti travailliste sur les questions scientifiques. En 1997, il entre dans le monde de la protection des données lorsqu'il assiste à la conférence Scrambling for Safety, organisée par Simon Davies à la London School of Economics. Après la victoire des Travaillistes en 1997, l'abandon de leurs promesses de campagne et leur intérêt pour les backdoors cryptographiques, Bowden cofonde la Foundation for Information Policy Research (FIPR) en mai 1998. Il en devient le premier directeur et se fait distinguer par un Winston award en 2000 pour son travail contre le Regulation of Investigatory Powers Act 2000.
En 2002, Bowden rejoint Microsoft et y travaille comme Senior Privacy Strategist pour Europe Middle East & Africa jusqu'en 2004, pour devenir le conseiller en chef pour la protection des données pour 40 pays en 2005,. Durant son mandat, il exprime une opposition virulente contre la discrimination entre citoyens américains et étrangers, dont le Foreign Intelligence Surveillance Act nie les droits fondamentaux, ce qu'il appelle être « coupable d'être étranger ». Son activisme le fait renvoyer de Microsoft en 2011, après qu'il déclare que « si vous vendez des solutions de cloud computing de Microsoft à vos gouvernements, alors cette loi (FISA) implique que la NSA peut surveiller les données sans aucune limitation »,,.
En 2012, avant les révélations de Snowden, il publie ses Note on privacy and Cloud computing, qui prédisent que les États-Unis utilisent la dépendance des Européens au cloud computing pour surveiller leurs données,,. Après que les révélations de Snowden confirment ses prédictions, il critique PRISM et déclare qu'il en avait soupçonné l'existence pendant son mandat chez Microsoft, bien qu'il n'en ait pas connu le nom de code,. À l'hiver 2014, il donne une conférence sur le sujet pendant le 31e Chaos Communication Congress à Hambourg, intitulée The Cloud Conspiracy, qui décrit dans les détails comment il avait inféré l'existence de PRISM de sources publiques, et l'apathie des Institutions de l'Union européenne devant ses mises en garde.
En 2013, Bowden témoigne dans le cadre d'une enquête du Parlement européen sur la loi FISA. Dans un entretien avec The Guardian, il déclare ne plus avoir aucune confiance envers Microsoft. En remplacement de ses produits, il conseille Tor et Qubes OS. En octobre, il rejoint l'Advisory Council de l'Open Rights Group.
Bowden meurt d'un mélanome le 9 juillet 2015, dans le Sud la France, à l'âge de 53 ans. Il laisse sa femme Sandi,. Jacob Appelbaum déclare que sur son lit de mort, Bowden demande « que nous travaillions à garantir une protection égale, sans considération de nationalité,. »
Le Caspar Bowden Legacy Fund, voué au financement de la promotion et de la technologie de la protection des données, est fondé en sa mémoire en 12 juillet, avec un comité fondateur qui comprend  Bart Preneel (KU Leuven), Claudia Diaz (KU Leuven), Roger Dingledine (The Tor Project, Inc) et George Danezis (University College de Londres).